# 米拉贝勒和布拉孔
米拉贝勒和布拉孔（法語：Mirabel-et-Blacons，法語發音：[miʁabɛl e blakɔ̃]）是法国德龙省的一个市镇，属于迪镇区。

## 地理
米拉贝勒和布拉孔（44°42'38"N, 5°5'31"E）面积17.48 平方千米，位于法国奥弗涅-罗讷-阿尔卑斯大区德龙省，该省份为法国东南部内陆省份，北起顺时针与伊泽尔省、上阿尔卑斯省、上普罗旺斯阿尔卑斯省、沃克吕兹省和阿尔代什省接壤。
与米拉贝勒和布拉孔接壤的市镇（或旧市镇、城区）包括：锡河畔乌斯特、欧布纳松、热尔瓦讷河畔蒙克拉尔、皮耶格罗-拉克拉斯特尔、叙兹、萨扬。

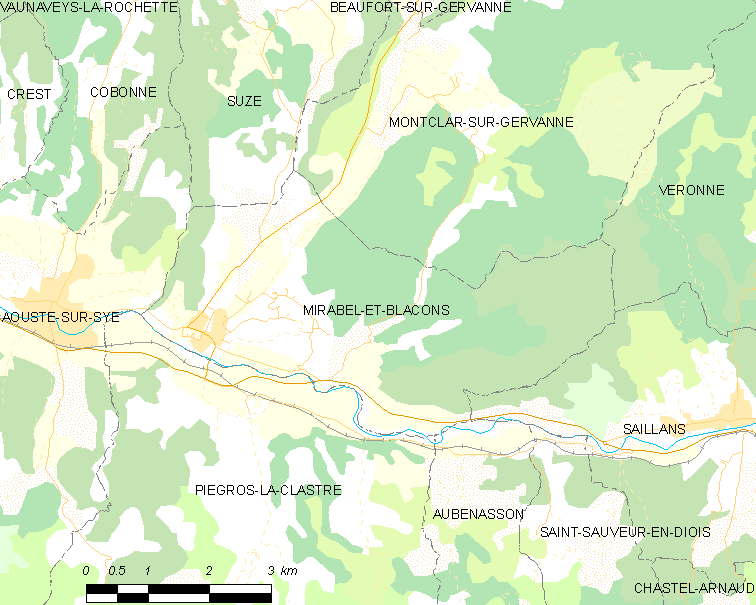
米拉贝勒和布拉孔的OSM定位图

米拉贝勒和布拉孔的时区为UTC+01:00、UTC+02:00（夏令时）。

## 行政
米拉贝勒和布拉孔的邮政编码为26400，INSEE市镇编码为26183。

## 政治
米拉贝勒和布拉孔所属的省级选区为克雷县。

## 人口

1962-2008年间米拉贝勒和布拉孔人口变化图示

米拉贝勒和布拉孔于2022年1月1日时的人口数量为1202人。